# لاتین‌نویسی عربی

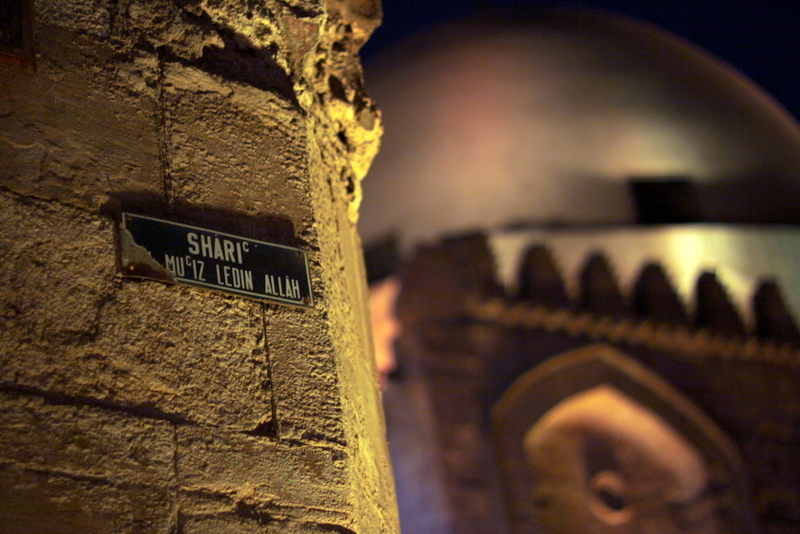
ترجمه عربی به حروف رومی مشکلات متعددی دارد، از جمله حرف «عین»

لاتین‌نویسی عربی یا رومی‌سازی عربی (به انگلیسی: Romanization of Arabic، به عربی: روْمنة الأحرف العربية)، به‌کارگیری خط لاتین برای نوشته‌ها و گفتارهای عربی به شیوه‌های گوناگون سیستماتیک گفته می‌شود.
رومی‌سازی عربی به دلایل متفاوتی انجام می‌شود که در میان آن‌ها می‌توان آوانویسی نام‌ها و عنوان‌ها، دسته‌بندی نوشته‌های عربی، آموزش زبان، به جای یا در کنار الفبای عربی و ارائه زبان در نوشته‌های علمی به وسیله زبان‌شناسان نام برد. سیستم‌های رسمی در پژوهش‌های دانشگاهی اغلب از حرکت‌گذاری و کاراکترهای غیراستاندارد لاتین برای بهره‌مندی غیرعرب زبان‌ها استفاده کرده که با کاراکترهای استفاده شده توسط عرب زبان‌ها در چت‌های نوشتاری متفاوت می‌باشد.